# 普斯托什卡區

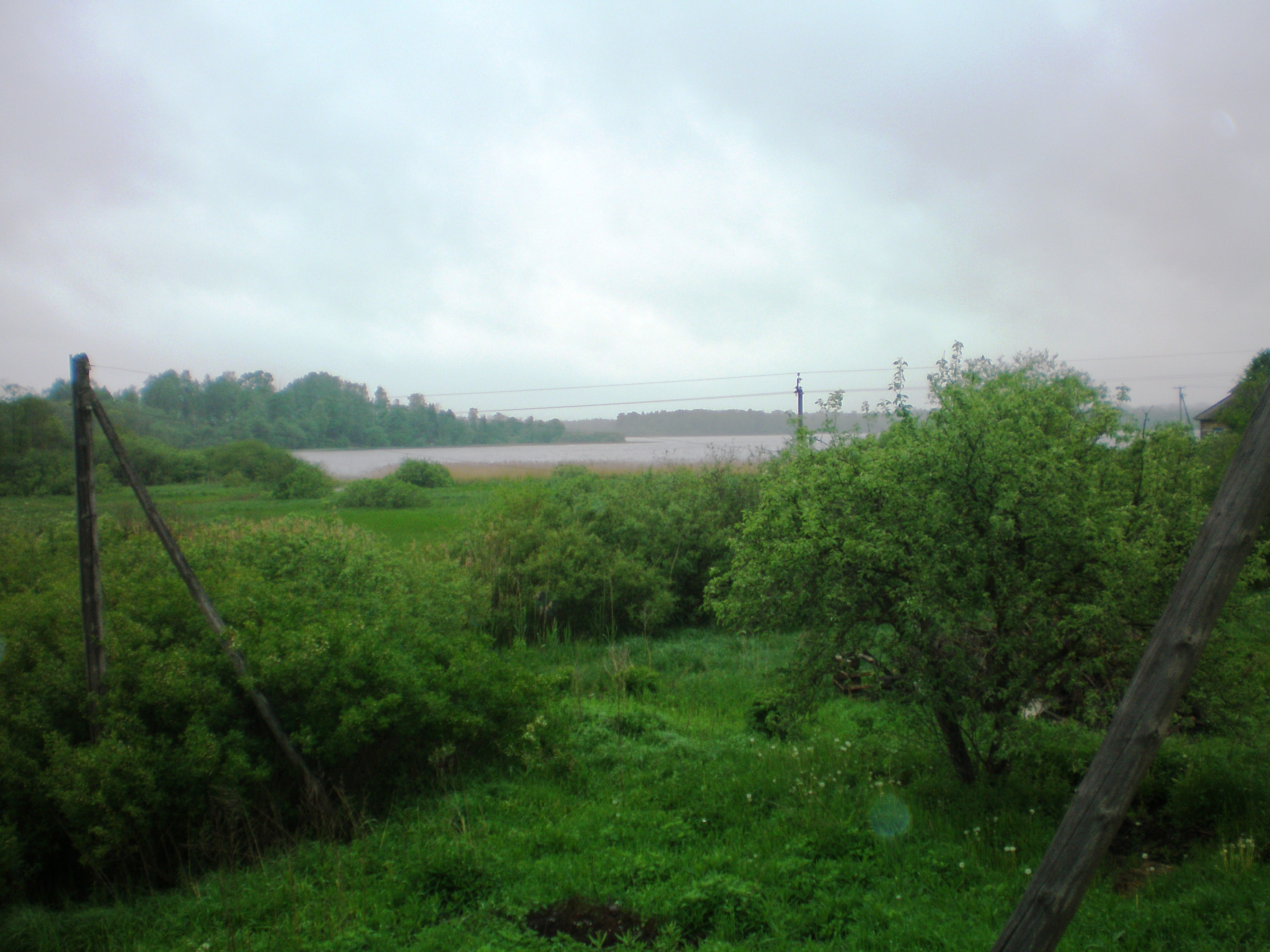

56°20′N 29°22′E / 56.333°N 29.367°E
普斯托什卡區（俄语：Пустошкинский район），是俄羅斯的一個區，位於該國西北部，由普斯科夫州負責管轄，面積1,870平方公里，2010年人口9,379，人口密度每平方公里5.02人。